# Cambefortius teke
Cambefortius teke là một loài bọ cánh cứng trong họ Bọ hung (Scarabaeidae).